# Basili de Rubí
 (juin 2016).
Si vous disposez d'ouvrages ou d'articles de référence ou si vous connaissez des sites web de qualité traitant du thème abordé ici, merci de compléter l'article en donnant les références utiles à sa vérifiabilité et en les liant à la section « Notes et références ».
Basili de Rubí (Rubí, 1899 - Barcelone, 1986) fut le nom religieux du frère capucin catalan Francesc Malet i Vallhonrat.
Il est devenu capucin en 1927. Pendant la Guerre civile espagnole il fut presque saissi est assassiné, mail il put échapper, et il alla en Italie. Alors il commença ses recherches sur l'histoire des Capucins en Catalogne. Quand la guerre finit en Espagne, il retourna à la Catalogne et il fut nommé directeur des séminaires capucins d'Olot et de Barcelone, entre d'autres tâches.
Il fut historien, fondateur de la société Franciscalia (1948), éditeur de la revue Estudios Franciscanos depuis sa restauration (1948) et initiateur et directeur de la collection de philosophie Criterion en 1958.

## Œuvres
- Reforma de Regulares a principios del siglo XIX (1943). (ca)
- Necrologi dels frares menors caputxins de Catalunya i Balears (1945). (ca)
- Art pessebrístic (1947). (ca)
- La última hora de la tragedia. Hacia una revisión del caso Verdaguer (1958). (es)
- El padre Bernardino de Manlleu (1962). (es)
- Les corts generals de Pau Claris (1976). (ca)
- Un segle de vida caputxina a Catalunya (1978). (ca)
- Els caputxins a la Barcelona del segle XVIII (1984). (ca)